# John Allen Kendrick
Pour les articles homonymes, voir Kendrick.
John Allen Kendrick (Washington, 18 février 1901 - Springfield, 20 janvier 1960 est un criminel américain.

## Biographie
C'était un voleur de banque et membre du Tri-State Gang, dont la carrière s'est étendue sur quatre décennies.